# Blauwe Nijl
De Blauwe Nijl (Amhaars: ዓባይ, ʿAbbay, Arabisch: النيل الأزرق, an-Nīl al-Azraq) is een rivier in Afrika die ontspringt uit het Tanameer in Ethiopië. De kloof die de Blauwe Nijl in de Ethiopische hoogvlakte heeft ingesleten is 1400 meter diep. De rivier is ongeveer 1600 kilometer lang. Bij de stad Khartoem in Soedan vloeit de Blauwe Nijl samen met de Witte Nijl en vormen zij de Nijl.
Deze tak van de Nijl was verantwoordelijk voor de Nijlvloed, de jaarlijkse overstromingen van de Nijloever in Egypte. Telkens werd een vruchtbare modderlaag afgezet. Tegenwoordig blijft deze modder achter de Aswandam steken.
De zoektocht naar de bron van de Nijl in de 19e eeuw was wel voornamelijk geconcentreerd op de Witte Nijl.
In 2010 is in Ethiopië een begin gemaakt met de Grote Renaissancedam. De dam met waterkrachtcentrale met een capaciteit van 6000 megawatt wordt de grootste van het land. Achter de dam komt een groot reservoir van 1800 km² met een inhoud van 63 km³ water. De twee landen stroomafwaarts van de dam, Soedan en Egypte, die allebei sterk afhankelijk zijn van het water van de Nijl, hebben tegen de bouw geprotesteerd, maar in maart 2015 werd een akkoord tussen de drie landen gesloten.
- Bibliothèque nationale de France: cb15301405f (data)
- Gemeinsame Normdatei: 4007065-7
- Library of Congress Control Number: sh87003821
- Nationale Bibliotheek van Tsjechië: ge171390
- Nationale Bibliotheek van Israël: 987007539008205171
- Système universitaire de documentation: 05079406X
- Virtual International Authority File: 315144209